# Fabian Herbers
Fabian Herbers (Ahaus, 1993. augusztus 17. –) német labdarúgó, az amerikai Chicago Fire csatárja.

## Pályafutása
Herbers a németországi Ahaus városában született. Az ifjúsági pályafutását a holland Twente csapatában kezdte, majd a Preußen Münster akadémiájánál kezdte.
2012-ben mutatkozott be a VfL Rhede felnőtt keretében. 2016-ban az észak-amerikai első osztályban szereplő Philadelphia Unionhoz igazolt. 2018. december 9-én szerződést kötött a Chicago Fire együttesével. Először a 2019. március 9-ei, Orlando City ellen 1–1-es döntetlennel zárult mérkőzés 80. percében, Diego Campos cseréjeként lépett pályára. Első gólját 2019. március 16-án, a Seattle Sounders ellen hazai pályán 4–2-es vereséggel zárult találkozón szerezte meg.

## Statisztikák
2023. március 5. szerint
| Klub               | Szezon   | Osztály  | Bajnokság | Bajnokság | Kupa  | Kupa | Nemzetközi | Nemzetközi | Összesen | Összesen |
| Klub               | Szezon   | Osztály  | Meccs     | Gól       | Meccs | Gól  | Meccs      | Gól        | Meccs    | Gól      |
| ------------------ | -------- | -------- | --------- | --------- | ----- | ---- | ---------- | ---------- | -------- | -------- |
| Philadelphia Union | 2016     | MLS      | 33        | 3         | 2     | 1    | —          | —          | 35       | 4        |
| Philadelphia Union | 2017     | MLS      | 12        | 1         | 0     | 0    | —          | —          | 12       | 1        |
| Philadelphia Union | 2018     | MLS      | 9         | 0         | 1     | 0    | —          | —          | 10       | 0        |
| Philadelphia Union | Összesen | Összesen | 54        | 4         | 3     | 1    | 0          | 0          | 57       | 5        |
| Chicago Fire       | 2019     | MLS      | 17        | 3         | 2     | 1    | 1          | 0          | 20       | 4        |
| Chicago Fire       | 2020     | MLS      | 21        | 4         | 0     | 0    | —          | —          | 21       | 4        |
| Chicago Fire       | 2021     | MLS      | 27        | 0         | 0     | 0    | —          | —          | 27       | 0        |
| Chicago Fire       | 2022     | MLS      | 25        | 1         | 0     | 0    | —          | —          | 25       | 1        |
| Chicago Fire       | 2023     | MLS      | 1         | 1         | 0     | 0    | —          | —          | 1        | 1        |
| Chicago Fire       | Összesen | Összesen | 91        | 9         | 2     | 1    | 1          | 0          | 94       | 10       |
| Összesen           | Összesen | Összesen | 145       | 13        | 5     | 2    | 1          | 0          | 151      | 15       |